# Cantone di Mimizan
Il Cantone di Mimizan era una divisione amministrativa dell'arrondissement di Mont-de-Marsan.
È stato soppresso a seguito della riforma complessiva dei cantoni del 2014, che è entrata in vigore con le elezioni dipartimentali del 2015.
Comprendeva i comuni di:
- Aureilhan
- Bias
- Mézos
- Mimizan
- Pontenx-les-Forges
- Saint-Paul-en-Born